# The Reason (песня)
«The Reason» — сингл американской рок-группы Hoobastank, ставший самой коммерчески успешной песней коллектива.

## Характеристика
The Reason существенно отличается от творчества Hoobastank в силу своей попсовости. Солисты, конечно, очень любят баловаться поп-роком, но в большинстве своём на их пластинках преобладает дерзкий дисторшн-саунд. The Reason же нахально игнорирует громкие электрогитары, но всё же таковые имеются. Всю композицию сопровождает красивое лирическое звучание акустической и соло-гитар, экспрессивный вокал, ставший к тому времени фирменным козырем группы, делает композицию неуязвимой для сердец слушателей.
Глубокая текстовая осмысленность, столь не характерная для лирики группы, в The Reason так же почти не присутствует. В ней поётся о парне, который влюбился в девушку, но понимает, что в таком виде он её не достоин и собирается изменить себя к лучшему.

## Успех
The Reason произвела фурор в мире музыки, вызвав восторг у меломанов многих стран. В национальном чарте сингл добрался до второй строчки и стал самой успешной работой коллектива за всё время его существования. Помимо Billboard Hot 100, композиция попала в большинство ведущих национальных чартов мира и став трансатлантическим хитом. В Канаде он провёл на вершине чартов двадцать недель, обновив рекорд. Таким образом, Hoobastank существенно пополнили армию своих поклонников.
На MTV Asia VMA award, клип на песню выиграл в номинации «лучший рок-видеоклип» и перепета Томом Джонсом.

## Список композиций
| №  | Название                | Длительность |
| -- | ----------------------- | ------------ |
| 1. | «The Reason»            | 3:52         |
| 2. | «Out Of Control (Live)» | 2:59         |
| 3. | «Running Away»          | 2:59         |

.

## Саундтреки
Композиция попала в саундтреки к видео-играм SingStar и Karaoke Revolution Volume 3. Так же песня засветилась в заключительном сезоне сериала «Друзья» и телесериале «Тайны Смолвиля».

## Чарты
| Chart (2004)                                 | Peak position |
| -------------------------------------------- | ------------- |
| Australian Singles Chart                     | 7             |
| Austrian Singles Chart                       | 5             |
| Belgian Singles Chart                        | 7             |
| Danish Singles Chart                         | 20            |
| Dutch Singles Chart                          | 16            |
| Italian Singles Chart                        | 1             |
| New Zealand Singles Chart                    | 5             |
| Norwegian Singles Chart                      | 9             |
| Swedish Singles Chart                        | 8             |
| Swiss Singles Chart                          | 6             |
| UK Rock Chart                                | 1             |
| UK Singles Chart                             | 12            |
| U.S. Billboard Hot 100                       | 2             |
| U.S. Billboard Hot Adult Contemporary Tracks | 17            |
| U.S. Billboard Hot Adult Top 40 Tracks       | 1             |
| U.S. Billboard Hot Mainstream Rock Tracks    | 4             |
| U.S. Billboard Hot Modern Rock Tracks        | 1             |
| U.S. Billboard Top 40 Mainstream             | 1             |

## Кавер-версии
Ирландская группа Westlife записала песню для своего альбома Gravity в 2010 году.